# 提恩·伊斯里亚内特
提恩·伊斯里亚内特（1993年7月7日—），泰國男子羽毛球運動員，專長雙打項目。

## 簡歷
2015年5月，提恩·伊斯里亚内特出戰樂魚國際系列賽，與万纳瓦·安布苏万合作贏得男子雙打冠軍；年內，二人又合作巴林國際挑戰賽亞軍和印度國際挑戰賽冠軍。
2018年1月，提恩·伊斯里亚内特出戰泰國羽毛球大師賽，與基迪萨·南达什合作拿得男子雙打比賽冠軍。同年2月，二人又在瑞士羽毛球公開賽打進男雙決賽，最後拿得亞軍。

## 主要比賽成績
只列出曾進入準決賽的國際賽事成績：
| 年份   | 賽事                     | 公開賽級別 | 項目     | 拍檔            | 成績   |
| ------ | ------------------------ | ---------- | -------- | --------------- | ------ |
| 2015年 | 樂魚羽毛球國際系列賽     | 國際系列賽 | 男子雙打 | 万纳瓦·安布苏万 | 冠軍   |
| 2015年 | 新加坡羽毛球國際系列賽   | 國際系列賽 | 男子雙打 | 万纳瓦·安布苏万 | 準決賽 |
| 2015年 | 新加坡羽毛球國際系列賽   | 國際系列賽 | 混合雙打 | 沙威丽·阿米达拜 | 亞軍   |
| 2015年 | 巴林羽毛球國際挑戰賽     | 國際挑戰賽 | 男子雙打 | 万纳瓦·安布苏万 | 亞軍   |
| 2015年 | 印度羽毛球國際挑戰賽     | 國際挑戰賽 | 男子雙打 | 万纳瓦·安布苏万 | 冠軍   |
| 2016年 | 越南羽毛球國際挑戰賽     | 國際挑戰賽 | 混合雙打 | 帕冲攀·磋楚翁   | 亞軍   |
| 2016年 | 世界大學生羽毛球錦標賽   | 其他       | 男子雙打 | 万纳瓦·安布苏万 | 季軍   |
| 2017年 | 中華台北羽毛球黃金大獎賽 | 黃金大獎賽 | 混合雙打 | 帕冲攀·磋楚翁   | 準決賽 |
| 2017年 | 世界大學運動會羽毛球比賽 | 其他       | 混合團體 | －              | 銅牌   |
| 2018年 | 泰國羽毛球大師賽         | 超級300賽  | 男子雙打 | 基迪萨·南达什   | 冠軍   |
| 2018年 | 瑞士羽毛球公開賽         | 超級300賽  | 男子雙打 | 基迪萨·南达什   | 亞軍   |
| 2018年 | 印度羽毛球國際挑戰賽     | 國際挑戰賽 | 男子雙打 | 塔努帕·威里扬恭 | 準決賽 |
| 2019年 | 蘇迪曼盃                 | 其他       | 混合團體 | －              | 季軍   |
| 2019年 | 越南羽毛球公開賽         | 超級100賽  | 男子雙打 | 革德伦·吉丁努蓬 | 準決賽 |

| 2007-2017年 | 首要超級賽 | 超級賽 | 黃金大獎賽 | 大獎賽 | 國際挑戰賽 | 國際系列賽 | 未來系列賽 | 其他 |

| 2018-2026年 | 總決賽 | 超級1000賽 | 超級750賽 | 超級500賽 | 超級300賽 | 超級100賽 | 國際挑戰賽 | 國際系列賽 | 未來系列賽 | 其他 |

### 奧運會和世錦賽參賽紀錄
|          | 搭檔          | 2018 |
| -------- | ------------- | ---- |
| 男子雙打 | 基迪萨·南达什 | 32強 |